# Luppa László
Luppa László (Losonc, 1884. április 13. – Losonc, 1955. október 5.) felvidéki magyar politikus, a Losonc városi képviselő-testület tagja volt.

## Életpályája
Tanulmányait a losonci Magyar Királyi Állami Főgimnáziumban végezte.
Az első világháború alatt a 25. gyalogezred kötelékében az orosz és olasz fronton küzdött és az összeomláskor 45 hónapi frontszolgálat után, mint szakaszvezető szerelt le. Kitüntetései: Károly-csapatkereszt, német vaskereszt. 1919 óta (Csehszlovákiaban) önálló mester. 1938 május óta a város képviselő-testület tagja a húsiparosszakosztály elnöke és a Jószív Asztaltársaság alelnöke volt. Mint politikus, minden hazafias megmozdulásban részt vett.